# Anhambaí (canhoneira)
O Anhambaí é um navio-museu e ex-canhoneira operada pelas marinhas do Império do Brasil e Paraguai. Está em exibição no Parque Nacional Vapor Cué, localizado no município de Caraguatay, Departamento de Cordillera, Paraguai. A embarcação foi construída na Inglaterra e incorporada à Armada Imperial Brasileira em 25 de junho de 1858. Na Guerra do Paraguai, durante o assalto inicial dos paraguaios ao Brasil em dezembro de 1865, atuou na defesa do Forte Novo de Coimbra, oferecendo fogo de artilharia e apoio na fuga dos defensores.
No mês seguinte, enquanto seus tripulantes tentavam fugir para Cuiabá, foi capturada pelos paraguaios que mataram praticamente toda a tripulação. Em 1867, já sob bandeira paraguaia, auxiliou os defensores de Corumbá contra a tentativa brasileira de retomar a cidade. Cerca de dois anos depois, após o avanço das tropas imperiais sobre Caraguataí, onde estava estacionada, os tripulantes incendiaram e afundaram-na para impedir sua captura. Permaneceu submerso no rio Yhaguy até à década de 1970, quando foi recuperado e restaurado, servindo de exibição no museu Vapor Cué desde então.

## Características
Anhambaí foi construída no estaleiro Mier & Maslor na Inglaterra. Foi a primeira e única embarcação a ostentar seu nome, sendo uma homenagem à Serra Anhambai ou Anhanvay local da nascente do rio Miranda, atual Mato Grosso do Sul. Com casco de ferro e impulsionado por um sistema misto de velas e rodas laterais movidas por um motor a vapor de 40 hp de cilindros verticais, a canhonheira também possuía uma caldeira a vapor em formato retangular com duas bocas de fogo. As suas dimensões são 39,62 (130 pés) metros de comprimento, boca entre 6,11 metros a 8,10 metros, com pontal de 2,44 metros e calado a 1,2 metros. Possuía duas peças de artilharia (obuseiro) calibre 32 libras.
Sua tripulação era consistida de 38 praças em tempos de paz e 50 em guerra. A embarcação foi lançada ao mar em 1858, sendo incorporada à armada no dia 25 de junho do mesmo ano. Alguns dias antes, foi nomeado seu primeiro comandante o Primeiro-Tenente João Mendes Salgado. Em um relatório da marinha daquela época, considerou-se que, pelas características da canhoneira, não poderia ser considerado um navio de guerra; antes um paquete.

## História

### Serviço na armada brasileira
O Anhambaí foi designado para se integrar à Força Naval do Mato Grosso, atual Flotilha do Mato Grosso, em 2 de setembro de 1858. A canhoneira atracou em Cuiabá, Província de Mato Grosso, no dia 12 de outubro de 1859, levando a bordo o futuro Marechal Manuel Deodoro da Fonseca e comandante das forças armadas da província e sua família.
Em 27 e 28 de dezembro de 1864, por ocasião da invasão paraguaia do Mato Grosso, participou na defesa do Forte Novo de Coimbra, tendo transportado toda a guarnição do forte. Na ocasião o navio era comandado pelo Capitão-Tenente Balduíno José Ferreira de Aguiar. Durante a tentativa de tomada do forte, o Anhambaí se posicionou próximo das embarcações atacantes, disparando com seus dois canhões de 32 contra elas, além de frustrar tentativas de desembarques. Por volta das 10h30, a canhoneira brasileira se dirigiu a um ponto de desembarque paraguaio, à direita do rio, e rompeu fogo contra diversas colunas de infantaria e cavalaria. No dia seguinte, ainda em apoio ao forte, o Anhambaí impediu diversas tentativas de escalada do parapeito da fortificação "pelo certeiro fogo de artilharia e infantaria dos brasileiros e pelas balas atiradas" da canhoneira.

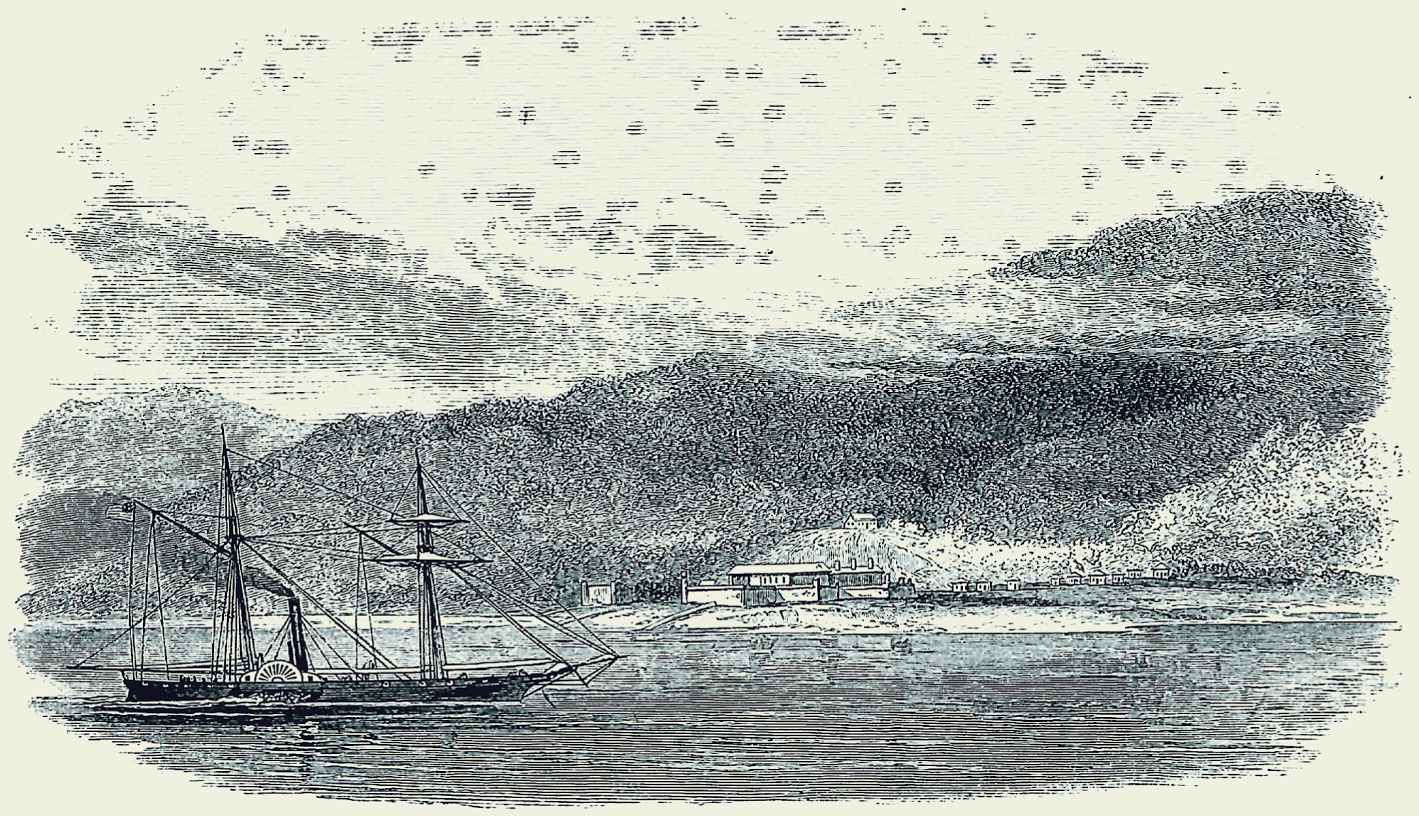
Forte Novo de Coimbra, desenho de 1859

Ainda no dia 28, os defensores do forte, em conselho, decidiram pelo abandono da posição. O comandante Balduíno que estava no forte conseguiu passar sem ser visto pelo portão do norte, pela muralha e pelas árvores próximas até subir em um escaler e embarcar no Anhambaí. Posteriormente, dois escaleres da embarcação foram utilizados para transportar as tropas de defesa do coronel Portocarrero até à canhoneira. A fuga se deu após às 21h00 sem que os paraguaios percebessem. Eram oito embarcações e mais de 5 mil invasores que cercavam o Forte Novo de Coimbra, no entanto a operação de evacuação se deu sem a perda de nenhum soldado brasileiro.
No dia 2 de janeiro de 1865, o Anhambaí saiu em fuga de Corumbá levando consigo diversos oficiais e praças, diante da iminência do ataque paraguaio à cidade. A situação foi descrita como lúgubre, pois a embarcação estava lotada, navegando com a linha d'água até às caixas de roda, subindo o rio Paraguai a muito custo. No dia 6, dois navios de guerra dos invasores, Iporá e Rio Apa, alcançaram o Anhambaí nas águas do rio São Lourenço. Pelos 28 quilômetros seguintes, os homens da embarcação brasileira fizeram o possível para mantê-la longe dos paraguaios, atirando contra eles com sua peça de artilharia traseira. No entanto, no décimo terceiro disparo, a peça se desmontou, tonando-se assim a abordagem inevitável. A canhoneira brasileira foi levada a uma barranca próximo ao Morro do Caracará, movimento facilitado pela dificuldade da canhoneira em vencer a força do rio diante do assédio do Iporá. Todos os homens abandonaram a embarcação por terra e alguns pelo rio, onde alcançaram a barranca. No entanto, a maioria deles foi morta e sete foram feitos prisioneiros, com apenas um pequeno contingente conseguindo escapar. A partir de então, o Anhambaí passou a ser operado pela marinha paraguaia.

### Serviço na armada paraguaia
Após sua captura, a canhoneira, renomeada para Anhambay, foi enviada para o Paraguai onde passou por obras de reparo em 1.º de abril no Puerto de Marte, Assunção. A reparação ficou a cargo do estaleiro Astillero y Talleres de Arsenal. Após os trabalhos concluídos, a canhoneira passou os anos seguintes no serviço de transporte de pessoal e apoio logístico para as tropas paraguaias durante o conflito. Em 13 de junho de 1867, a canhoneira se encontrava estacionada em Corumbá junto com o Rio Apa, no auxílio da defesa da cidade. Nessa data, um contingente do exército imperial brasileiro assaltou-a com o objetivo de retomá-la. Enquanto a batalha ocorria em terra, as embarcações paraguaias romperam fogo contra as posições imperiais. No entanto, a batalha foi perdida e ambas as embarcações fugiram para Assunção sob fogo da artilharia brasileira.
No dia 28 de dezembro de 1868, o Anhambay foi rebocado pelo vapor Pirabebé de Assunção até Caragataí, as margens do rio Yhaguy, um dos canais do rio Manduvirá, onde permaneceu até 18 de agosto de 1869. Neste dia, ocorreu o Combate de Caguijuru e Caraguataí, onde as tropas do general José Antônio Correia da Câmara derrotaram as forças paraguaias do tenente-coronel Vernal. Vendo a aproximação dos imperiais, as tripulações dos navios remanescentes da marinha paraguaia Iporá, Salto de Guairá, Rio Apa, Pirabebé, Anhambay e Paraná, decidiram incendiar e afundar as embarcações para não serem capturadas. Os brasileiros nada puderam fazer a não ser ouvir o som das detonações sucessivas.

## Recuperação

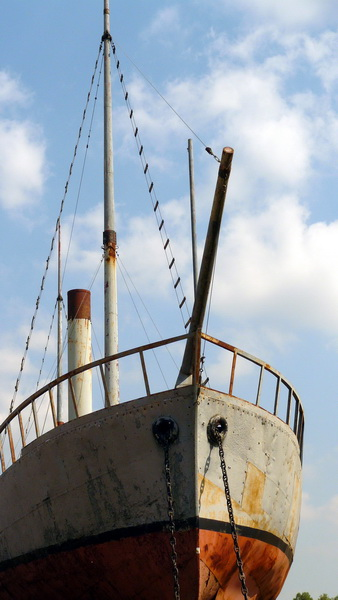
Vapor Pirabebé

Pouco mais de um século depois, em 1978, foi organizada uma comissão para estudar as possibilidades de recuperar as embarcações submersas no rio Yaghy, entre elas o Anhambay. Essa comissão estabeleceu as bases para a operação "Vapor Cué", um esforço organizado com o objetivo principal de remover os navios e transformá-los em museus. O local era quase intransitável, porém os trabalhos foram facilitados dado que o rio estava baixo e havia conhecedores da região entre os membros da operação. O local onde as embarcações foram encontradas é um desfiladeiro estreito, cercado por altas paredes de pedra. O rio Yhaguy corre ao longo do desfiladeiro, formando uma pequena ria. O acesso ao local é difícil, pois não há estrada regular. A comissão que foi enviada para estudar o local encontrou os restos destruídos de seis navios ao longo do desfiladeiro. Os navios estavam em estado de deterioração avançado, cobertos de areia e sujeira. O primeiro navio, que estava mais alto no rio, era o Vapor Apa. O segundo navio era o Vapor Pirabebé. Os outros quatro navios não foram identificados.
As embarcações estavam completamente enterradas na areia, com apenas a caldeira e algumas partes dos cascos visíveis. A comissão elaborou um relatório detalhando os passos a serem seguidos para recuperar as relíquias históricas. O relatório incluiu a construção de um elevado sobre a ria, a instalação de um acampamento, a disponibilização de elementos de trabalho e máquinas para a remoção de grandes quantidades de terra, a drenagem do rio e outras obras complementares. A primeira tentativa de recuperação dos navios foi a construção de barragens para desviar o rio Yhaguy. No entanto, as chuvas torrenciais da região fizeram com que as barragens fossem arrastadas, o que impossibilitou a execução desse plano. A segunda tentativa foi a construção de um canal auxiliar para desviar o rio. Esse canal foi construído com pás mecânicas e tratores, com cerca de um quilômetro de extensão. O canal foi construído em um local onde o rio era mais estreito, o que facilitou a obra.
Com o rio desviado, os navios puderam ser retirados em partes. Para isso, foram feitos cortes nos cascos para que eles pudessem ser transportados. Os navios foram rebocados para fora do rio com enguias, que são barcos de pesca. Uma vez fora do rio, os navios foram depositados sobre pedestais cerâmicos. Em seguida, eles foram remontados e soldados para corrigir os danos causados pelo tempo e pela água. O processo de recuperação no Yhaguy foi longo e difícil. Foram necessários cinco anos de trabalho para concluir a obra. O Anhambay foi recuperado e restaurado, servindo nos dias atuais, como um navio-museu exposto no Parque Nacional Vapor Cué, em Caraguatay, Departamento de Cordillera.

## Devolução
Embora a canhoneira tenha sido recuperada, o governo brasileiro jamais demonstrou qualquer interesse em reavê-la oficialmente, nem mesmo quando o país devolveu vários espólios daquele conflito. O advogado José Eduardo Ramos Rodrigues em seu artigo intitulado "O caso da devolução do canhão "El Cristiano" ao Paraguai" (2010), questionou o porquê do governo paraguaio não propor a devolução do Anhambaí assim como fez ao exigir a devolução do canhão. Segundo Rodrigues, o Brasil deveria negociar uma troca dos bens em litígio. Em 2010, na 65.ª Reunião do Conselho Consultivo do Patrimônio Cultural do IPHAN, levantou-se a questão da devolução da belonave brasileira. A representante da sociedade civil no encontro, Maria Cecília Londres Fonseca, argumentou que solicitar ao governo paraguaio a devolução da embarcação era legítimo e que tais bens eram instrumentos que contribuiriam para o diálogo e a paz entre as nações. No entanto, em 2022, a canhoneira continuava em exposição no museu.